# Джалка (село)
Джалка (рос. Джалка) — село у Гудермеському районі Чечні Російської Федерації.
Населення становить 8837 осіб (2019). Входить до складу муніципального утворення Джалкінське сільське поселення.

## Історія
Згідно із законом від 27 лютого 2009 року органом місцевого самоврядування є Джалкінське сільське поселення.

## Населення
| 1990  | 2002  | 2010  | 2012  | 2013  | 2014  | 2015  |
| ----- | ----- | ----- | ----- | ----- | ----- | ----- |
| 3104  | ↗6292 | ↗7415 | ↗7725 | ↗7923 | ↗8068 | ↗8254 |
| 2016  | 2017  | 2018  | 2019  |       |       |       |
| ↗8417 | ↗8519 | ↗8674 | ↗8837 |       |       |       |

## Галерея

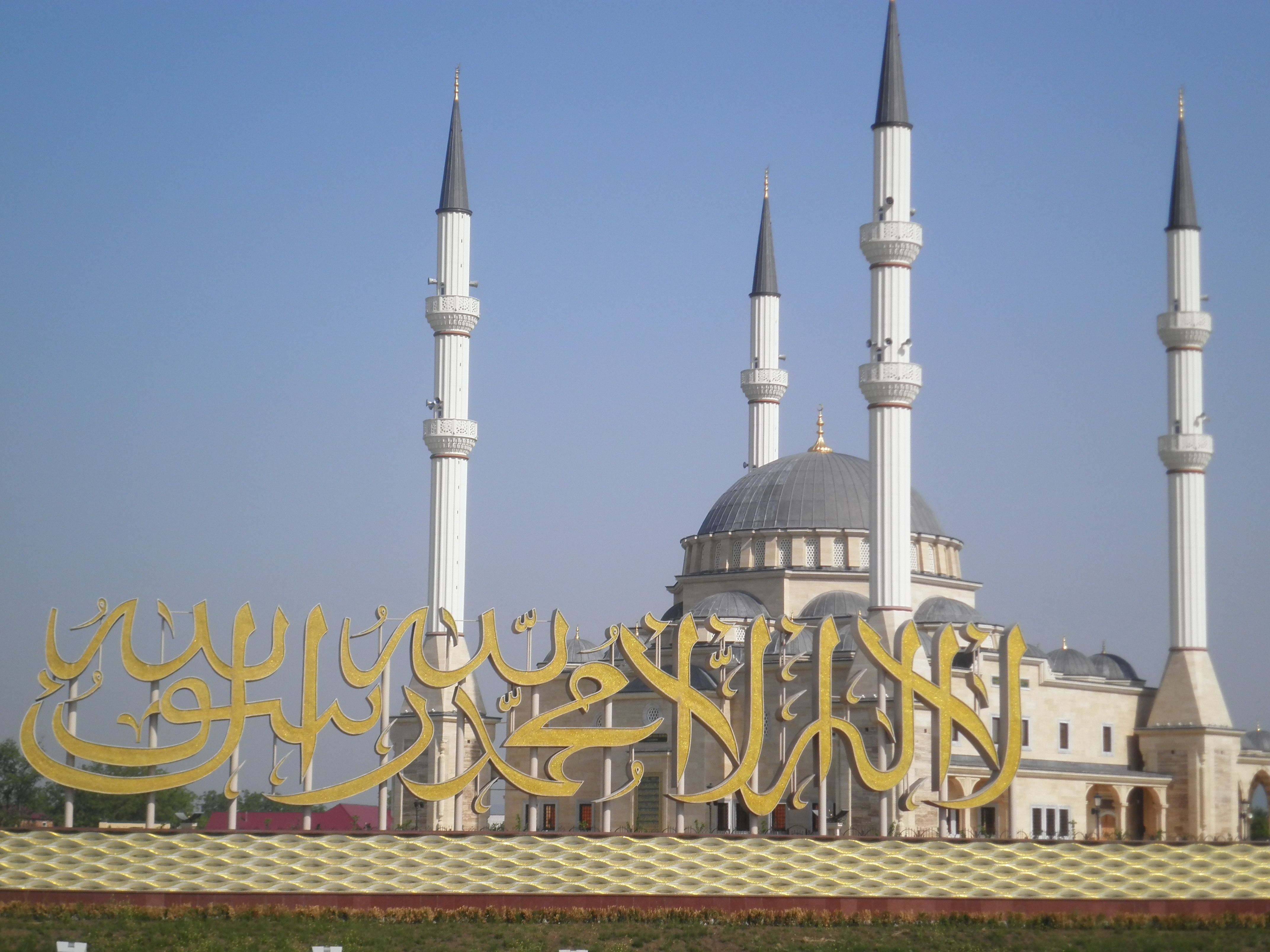
Джалкінська соборна мечеть імені Султана Делімханова